# سوسانو (خدا)

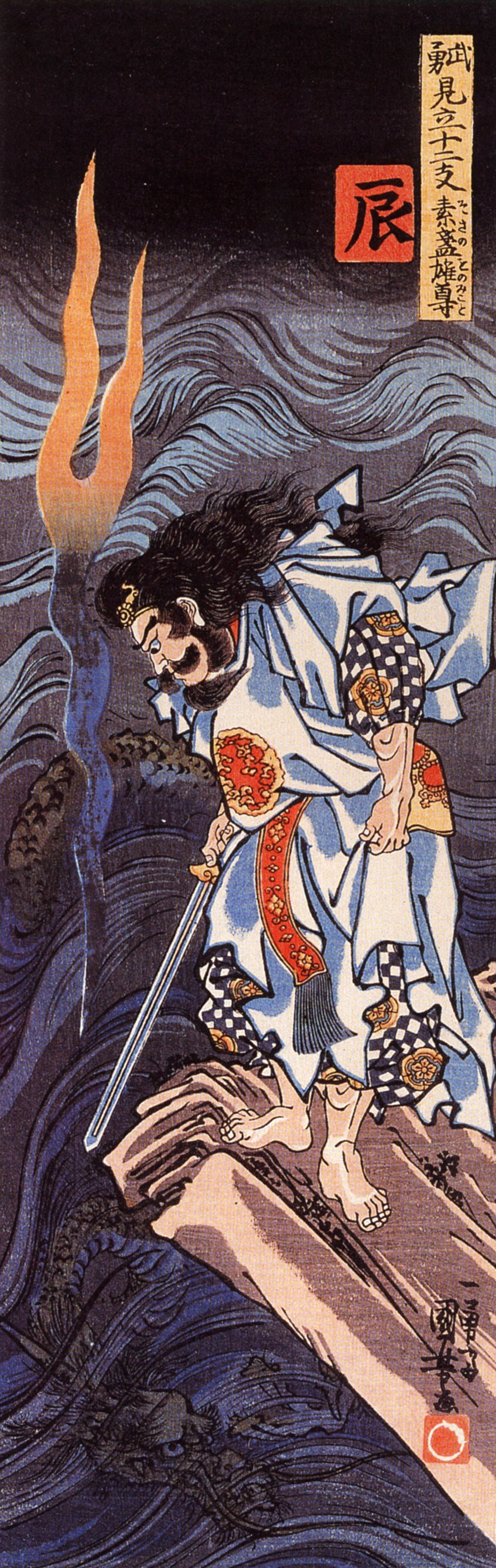
سوسانو در حال کشتن اژدهای آبی یاماتا نو ارچی، اثر اوتاگاوا کونی‌یوشی

سوسانو∗ یا سوسانوئو (به ژاپنی: スサノオ Susa-no-O) در اساطیر ژاپن و آیین شینتو، ایزد دریا، بادها و طوفان است. سوسانو همچنین خدای شر و مارها است، و به این علت و همچنین توفان‌هایی را که می‌سازد، بدنام و مفتضح است.
سوسانو برادر آماتراسو ایزدبانوی خورشید و تسوکویومی خدای (یا ایزدبانوی) ماه است. آفرینش این سه برادر و خواهر به هنگام برگشتن پدرشان ایزاناگی از سفر∗ به یومی («عالم اموات») برمی‌گردد. هنگامی که ایزاناگی داشت صورتش را از آلودگی یومی تطهیر می‌کرد و می‌شست، او از چشم چپش آماتراسو، و از چشم راستش تسوکویومی، و از بینی‌اش سوسانو را آفرید. ایزاناگی پیش از رحلت از جهان، رهبری دشت‌های بلند آسمان را به آماتراسو، قلمرو شب را به تسوکویومی و اقیانوس را به سوسانو واگذار کرد. سوسانو از مقام خود ناخشنود بود و به صعود خواهرش آماتراسو رشک می‌ورزید. از این جهت ایزاناگی او را تبعید کرد.

## ستیزهٔ ایزدان
در مصادر شینتو آمده‌است که یک رقابت طولانی میان سوسانو و خواهرش آماتراسو جاری بود. وقتی که او فرمان پدرش به ترک بهشت را دریافت کرد، سوسانو رفت تا با خواهرش خداحافظی کند. آماتراسو، بدگمان به این زیارت ناگهانی، در همان حال دیدن برادرش پیشنهاد مبارزه بر وی عرض کرد: هر کدام باید چیزی از اشیای دیگری را به آدمیزاد تبدیل کند. آماتراسو شمشیر سوسانو را گرفت شکست و آن را سه پاره کرد و از پاره‌های آن سه ایزدبانو پدیدآورد، و سوسانو از گردنبند مقدس خواهرش پنج آدمیزاد را ساخت. آماتراسو مدعی شد که برنده است و آن پنج آدمیزاد را از آن خود دانست (چرا که از دانه‌های گردن بندش درست شده‌اند)، اما سوسانو از پذیرفتن این شکست خودداری کرد و بسیار خشمگین شد. آنگاه سوسانو چندین بار بر ضد آماتراسو شورش کرد، پس شالیزارهای آسمانی خواهرش را سوزاند، بر تالار پیشکش‌های آیینی آسیب وارد آورد، یک «تاتو»∗ (یابوی) پوست‌کنده را از بام تالار بافندگی‌اش (مانند کارگاه قالیبافی) انداخت. این آخرین کار او منجر به مرگ یکی از ندیمه‌های آماتراسو شد. آماتراسو در حالی آمیخته از خشم و اندوه در غاری به نام «اما - نو - ایواتو») قایم شد. این پنهانی باعث خورشیدگرفتگی طولانی شد∗.

## سوسانو و ارچی

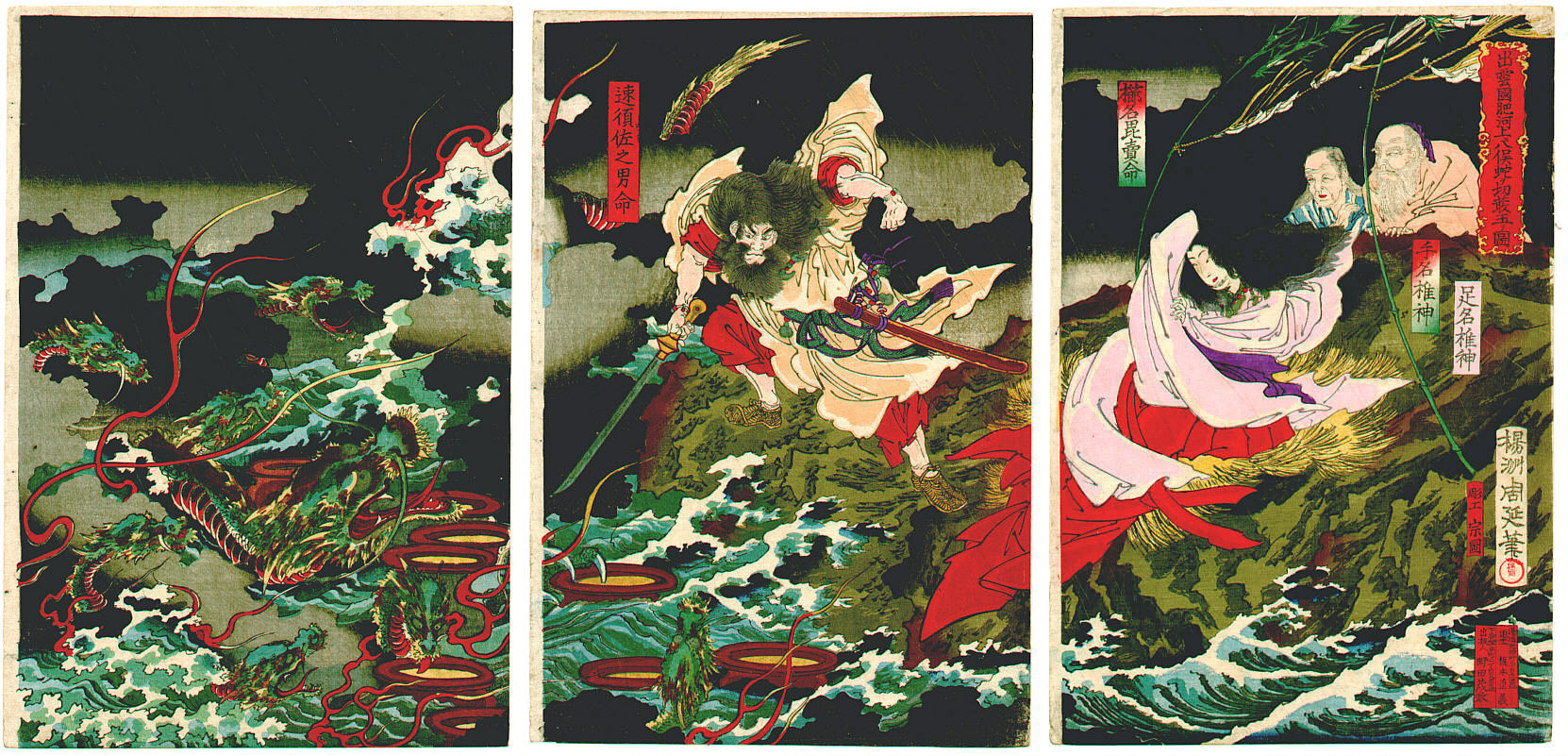
سوسانو در حال کشتن ارچی

با اینکه آماتراسو بعدها از غار خارج شد، سوسانو با تبعید از بهشت مجازات شد. او به استان ایزومو رفت و در آنجا با یک زوج پیرمرد و پیرزن دیدار کرد. هفت تا از هشت دختران آن زوج پیر بواسطهٔ اژدهای هشت سر یاماتا نو اوروچی («مار هشت شعبه‌ای») بلعیده شده بودند. وقتش رسیده بود که آن اژدها برای خوردن دختر هشتمی «کوشینادا هیمه» بیاید. زوج پیر آخرین دخترشان را با سوسانو تزویج کردند و او قبول کرد که «ارچی» را بکشد. با کمک هشت جام پر از ساکه∗ (یکی برای هر سر)، پس از خوابیدن اژدها سوسانو گردن این وحش را زد و آن را کشت.
سوسانو شمشیری را از یکی از دم‌های ارچی کشید، که نامش را موراکومو - نو - تسوروگی («شمشیر گردآورندهٔ ابرهای آسمانی») نامید، که سپس به نام کوساناگی معروف شد. سوسانو شمشیر را به عنوان آشتی به خواهرش آماتراسو هدیه کرد. اوکونینوشی پسر سوسانو، با حیله‌گری شمشیر را از او ربود و در نهایت این شمشیر به «نینیگی» نوهٔ آماتراسو داده شد.

## زیارتگاه
سوسانو در شهر ایزومو، (جایی که پس از راندن از بهشت به آنجا رفت) تقدیس می‌شود و زیارتگاه دارد. ایزومو مرکز قدیمی‌ترین معبدهای ژاپن است و دارای مقام والایی همچون معظمترین و مقدس‌ترین معبد در ژاپن «معبد ایسه» (زیارتگاه آماتراسو ایزدبانوی خورشید) را دارد.